# Hans Krumenauer
Hans Krumenauer (auch: Krummauer, Chrumpenawer, Gumpenauer; * um 1350 bis 1360 in Krummau; † nach 1410 in Passau) war ein deutscher Baumeister böhmischer Herkunft.
Krumenauer stammte ursprünglich aus Krumlov, wo er zusammen mit seinem Bruder Kriz und seinem Onkel Stanek am Bau der St.-Veits-Kirche beteiligt war (ältere Forschungen gingen davon aus, dass es sich bei dem St.-Veits-Hans um eine andere Person handelt, neuere Analysen bestätigen jedoch, dass dieselbe Person gemeint ist). Krumenauer erhielt seine Ausbildung wahrscheinlich bei Peter Parler. Er war der Baumeister der 1396 erbauten gotischen Kirche von Frauenau, der Vorgängerin der heutigen Pfarrkirche Mariä Himmelfahrt. 1395 wird er als Meister und Steinmetz in Landshut urkundlich erwähnt. Er dürfte damals den Bau der St.-Martins-Kirche geleitet haben und errichtete bis um 1400 den Chor und die Ostpartie des Langhauses. Um 1402 arbeitete er für das Kloster Niederaltaich und für den Hof des Herzogtums Straubing-Holland. Herzog Johann III. belehnte ihn 1405 mit einem Steinbruch bei Kelheim.
1405 erschien er als Dombaumeister in Passau und übte dieses Amt noch 1410 aus. In Passau schuf er den 1407 begonnenen Chor, das Querschiff und die Vierungskuppel des Domes St. Stephan. Wahrscheinlich ist Krumenauer ebenso der Meister des 1414 bereits vollendeten Erasmuschörchens der Herrenkapelle. Vieles spricht dafür, dass die spätgotische Erweiterung der Heilig-Geist-Spitalkirche in Passau auf ein Konzept des Baumeisters zurückgeht. Eine Beteiligung am Bau der Kirche Hl. Geist des Karmelitenklosters Straubing wird vermutet. Sein Sohn Stephan Krumenauer wurde ebenfalls Baumeister und war unter anderem für den Erzbischof von Salzburg tätig.